# Rów (województwo warmińsko-mazurskie)
Rów – osada leśna w Polsce położona w województwie warmińsko-mazurskim, w powiecie szczycieńskim, w gminie Dźwierzuty. Wchodzi w skład sołectwa Jeleniowo.
Według podziału administracyjnego Polski obowiązującego w latach 1975–1998 miejscowość należała do województwa olsztyńskiego.